# Milenka Subić
Milenka Subić (ur. w 1970 w Šidzie) – serbska polityczka. Deputowana Zgromadzenia Narodowego Republiki Serbii.

## Życiorys
Subić pochodzi z miasta Šid w okręgu sremskim, ówcześnie w Socjalistycznej Republice Serbii (części Socjalistycznej Federacyjnej Republiki Jugosławii). Uzyskała dyplom licencjacki w dziedzinie ekonomii z Uniwersytetu w Nowym Sadzie.
W 2018 roku została powołana na stanowisko odpowiedzialne za ewaluację projektów w dziedzinie informacji publicznej w gminie Šid. Pracowała również jako koordynatorka spraw związanych z mniejszością romską.

### Działalność polityczna
W 2019 roku była członkinią zarządu okręgowego Serbskiej Partii Postępowej w Šidzie. 28 marca 2023 roku została wybrana sekretarzem okręgu.
W 2020 roku zajęła 145 miejsce na liście wyborczej Serbskiej Partii Postępowej Aleksandara Vučicia podczas wyborów parlamentarnych i objęła mandat deputowanej Zgromadzenia Narodowego Republiki Serbii. Została członkinią Komisji Finansów, Budżetu Republiki i Kontroli Wydatków Funduszy Publicznych, Komisji Rolnictwa, Leśnictwa i Gospodarki Wodnej oraz Komisji Pracy, Spraw Socjalnych, Integracji Społecznej i Ograniczania Ubóstwa. Nie została deputowaną kolejnej kadencji.

### Pozostała działalność
22 lipca 2022 roku została powołana na stanowisko p.o. dyrektora miejskiej spółki JKP „Standard” Šid w Šidzie. 10 sierpnia 2023 roku została powołana na stanowisko dyrektora.